# Beauty dish

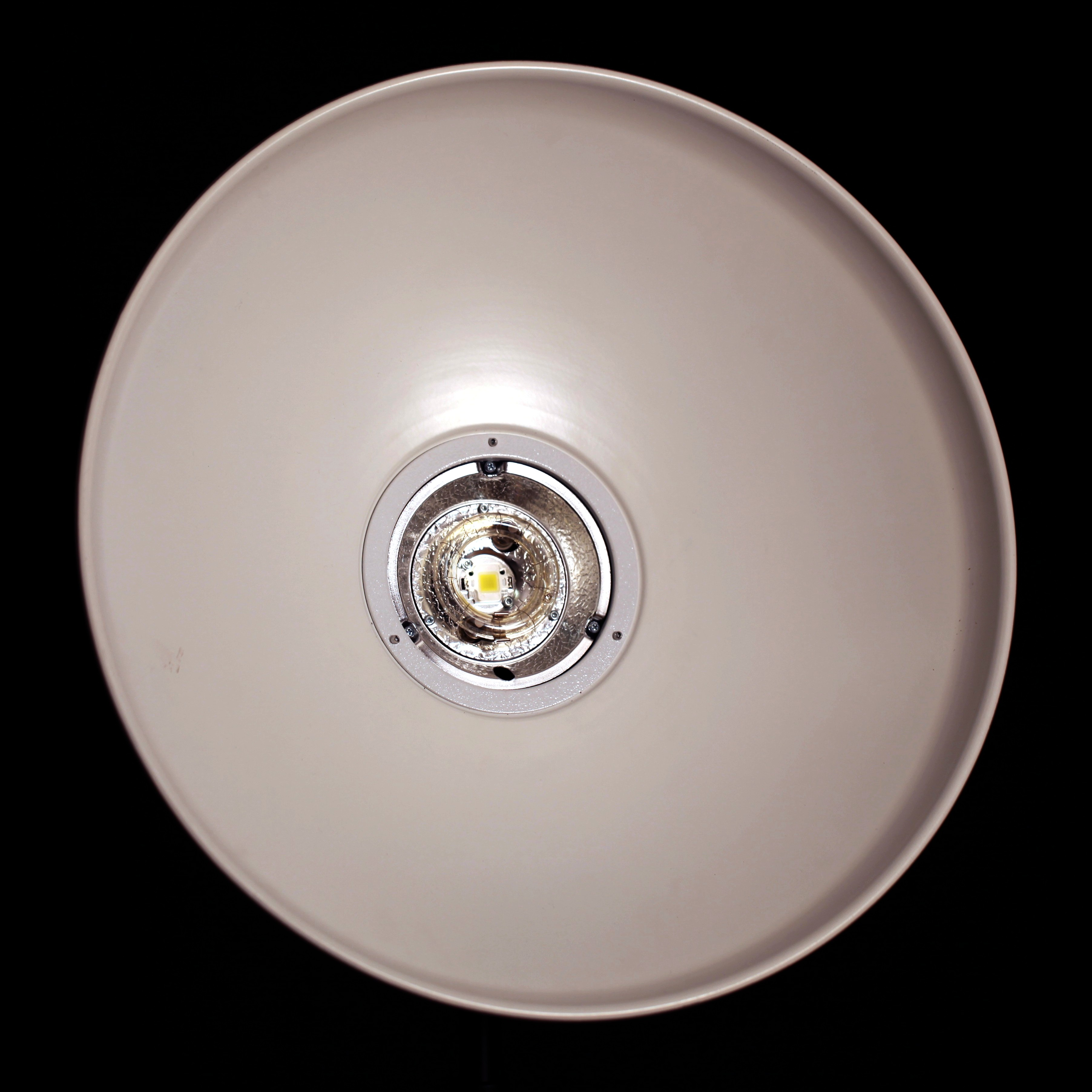
Beauty dish Elinchrom, bílý, 44 cm

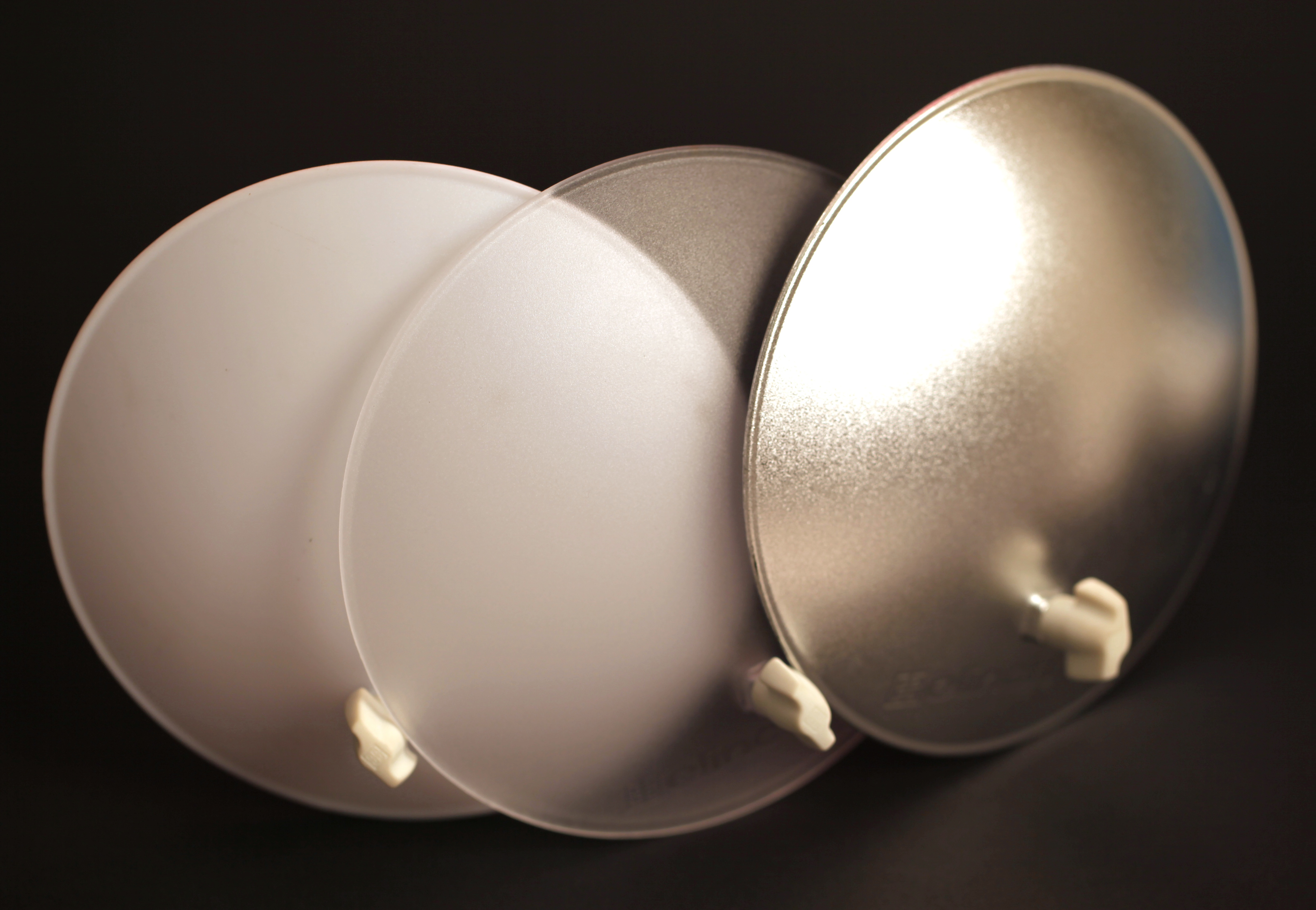
Deflektory v barvě bílé, průsvitné a stříbrné

Beauty dish (z angličtiny beauty = krása, dish = parabolický reflektor) je typ fotografického zařízení sloužícího k osvětlení scény. Využívá parabolický reflektor k usměrnění světla do ohniska. Takto generované světlo je něco mezi přímým bleskem a softboxem, snímku dává „zabalený“, kontrastní vzhled s dramatickým efektem. Využívá se při portrétní, modelingové i produktové fotografii.

## Zajímavosti
Dodávají se ve velikostech 40, 56 a 70 cm, například s voštinami, difuzérem nebo klapkami. Klapky světlo lépe směrují, voštiny a difuzér světlo změkčují.

## Galerie

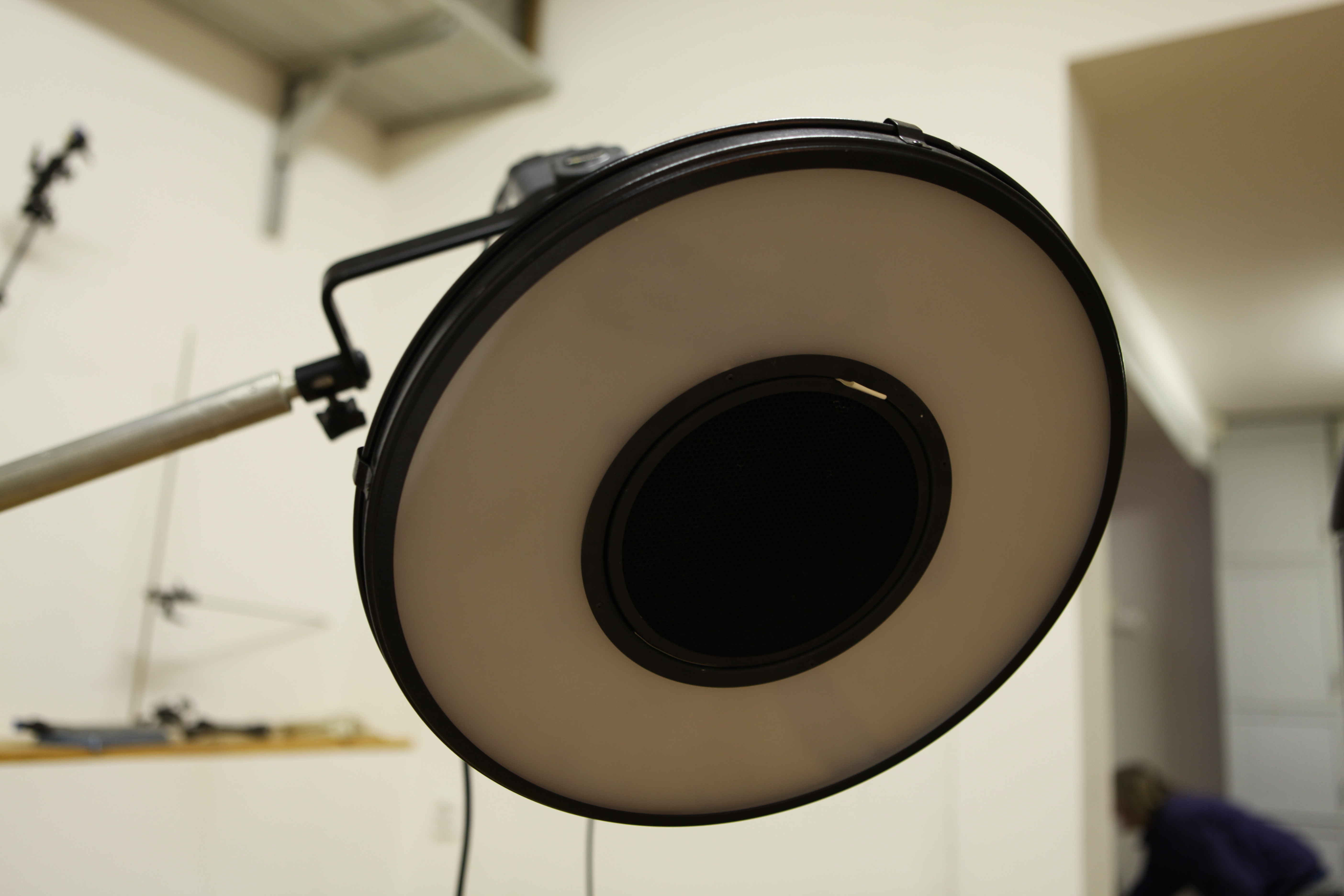
Beauty dish s černými voštinami
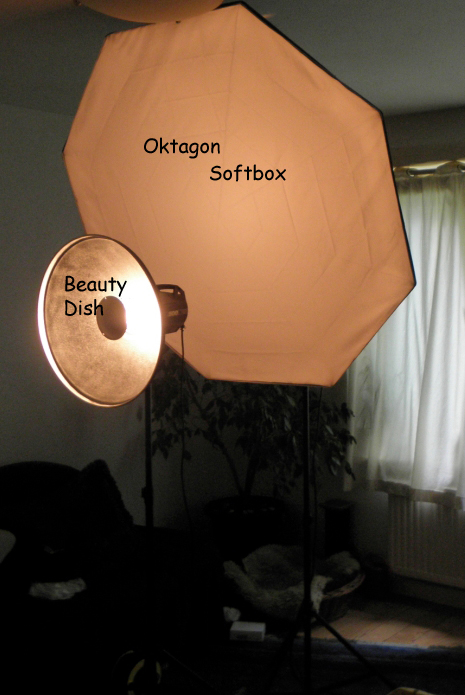
Beauty dish během záblesku
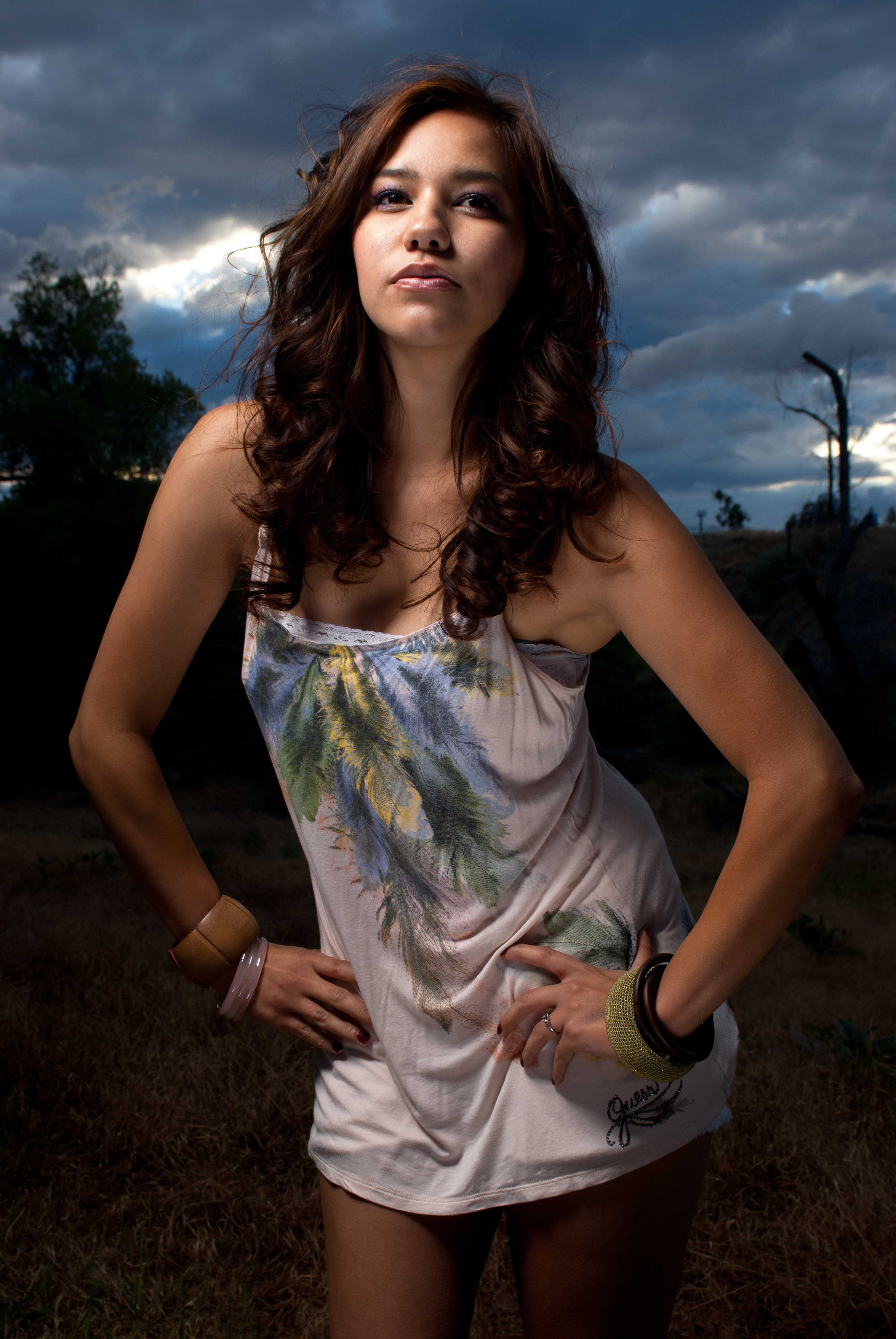
Snímek pořízený s pomocí blesku beauty dish
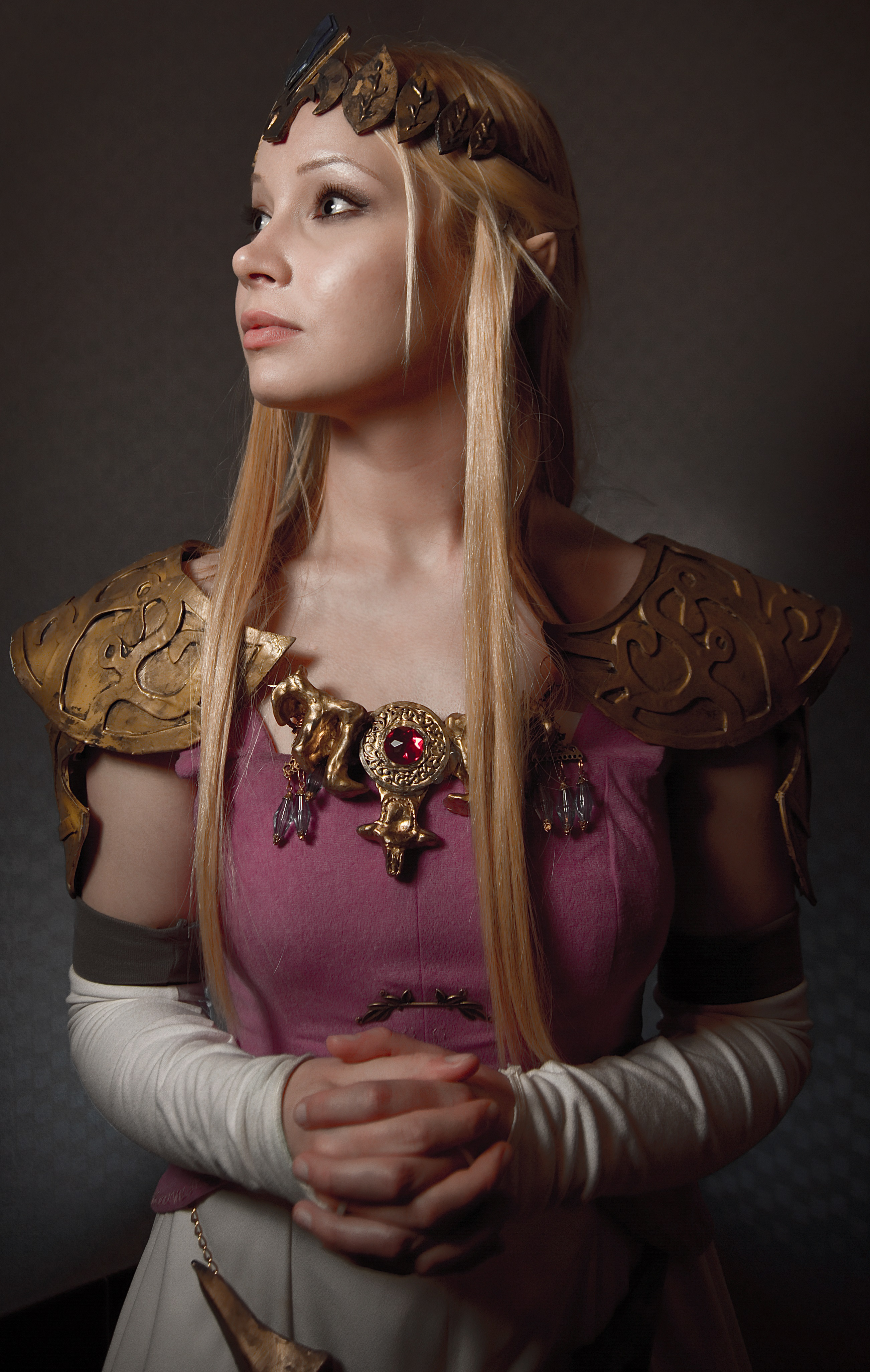
Snímek pořízený s pomocí blesku beauty dish